# سوجورو أسانوما
سوجورو أسانوما (باليابانية: 浅沼 優瑠) (مواليد 12 أبريل 1992)، هو لاعب كرة قدم ياباني سابق كان يلعب كحارس مرمى.

## وصلات خارجية
- سوجورو أسانوما على موقع رابطة كرة القدم اليابانية للمحترفين (اليابانية)
- سوجورو أسانوما على موقع قاعدة بيانات كرة القدم.إي يو (الإنجليزية)
- سوجورو أسانوما على موقع Soccerway.com (الإنجليزية)
- سوجورو أسانوما على موقع عالم كرة القدم.نت (الإنجليزية)